# Marco Zanetti
Marco Zanetti (Bolzano, 10 de abril de 1962) es un billarista profesional italiano, dos veces campeón del mundo.

## Carrera

### Décadas de 1980, 1990 y 2000

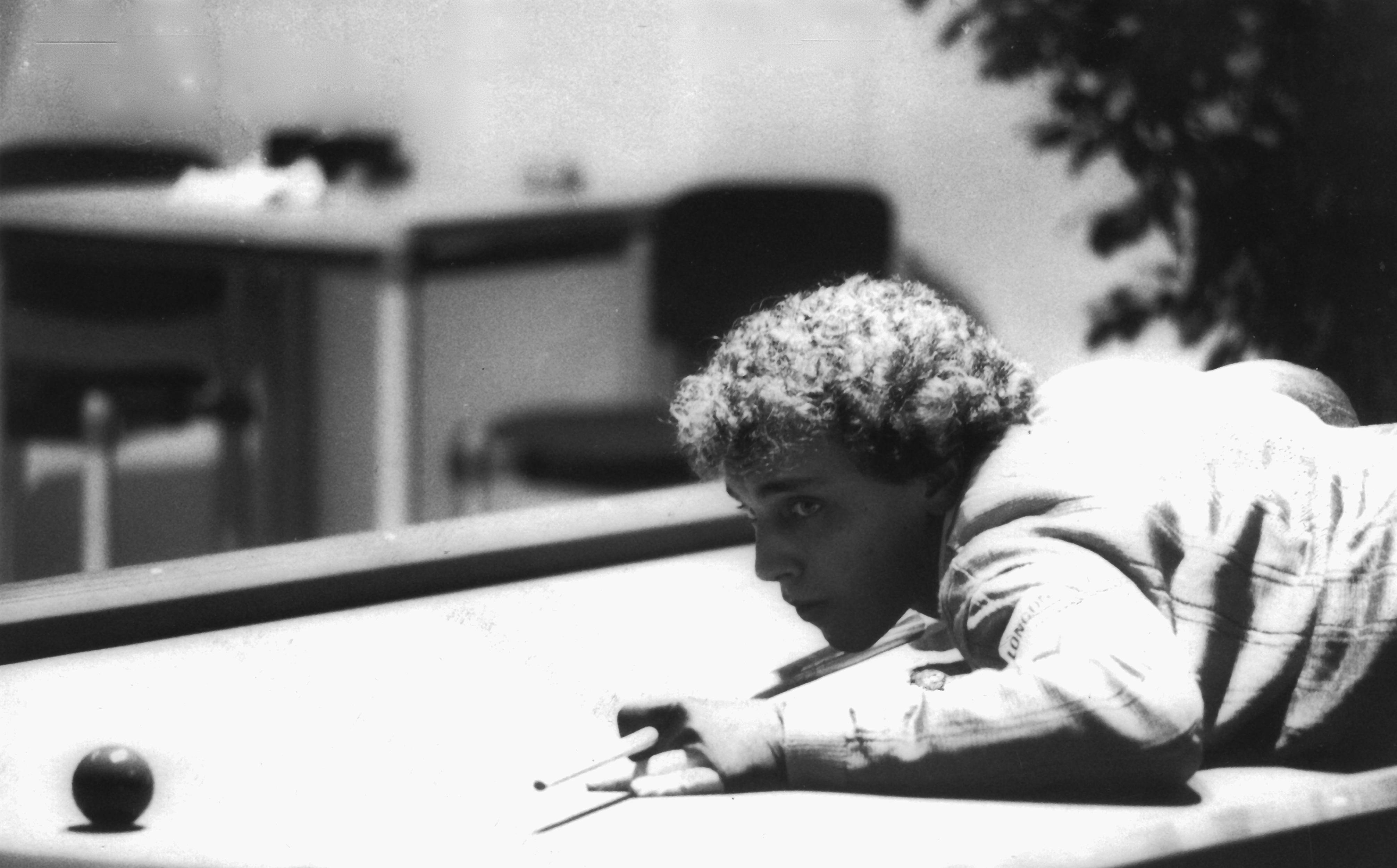
Zanetti en 1986

Al inicio de su carrera ganó dos veces el campeonato europeo de balkline, en 1983 y 1984. Más adelante empezó a jugar al billar tres bandas, y ganó el Campeonato del Mundo de Biatlón en 1988 y 1996.
Llegó a la final del Campeonato Mundial de Tres Bandas de la Union Mondiale de Billard en 2001, pero fue superado por Raymond Ceulemans. Un año más tarde llegó a la final y ganó el título, derrotando al danés Dion Nelin. En 2007, la Confédération Européenne de Billard lo clasificó como el séptimo mejor billarista del mundo.
Zanetti también tiene 25 títulos nacionales italianos. Es siete veces ganador, desde 2004/05 hasta 2011/12, de la Coupe d'Europe, una serie de torneos para clubes que se celebra desde la temporada de 1958/59.

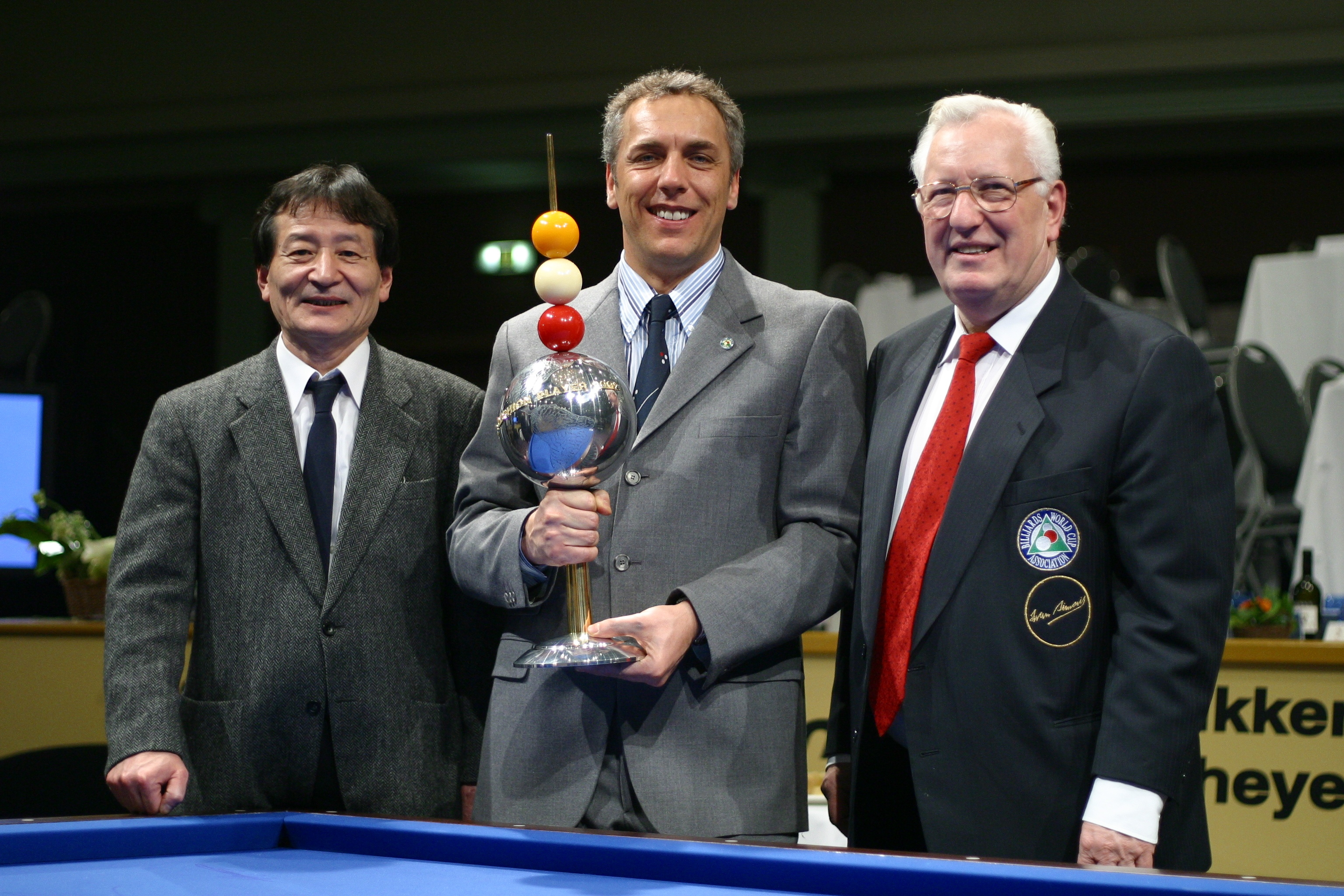
Zanetti recibió el premio al mejor jugador del año en 2003.

El 19 de octubre de 2008, volvió a ganar el campeonato mundial de tres bandas en la ciudad alemana de St. Wendel. Derrotó al francés Jérémy Bury en las semifinales y luego se impuso en la final a Torbjorn Blomdahl, de Suecia, con un promedio de 1,871 en el partido a cinco sets. Con esta victoria, alcanzó su mejor clasificación en su carrera, con un quinto puesto.

### Década de 2010
En 2010 ganó el torneo mejor pagado en ese momento, la Copa Crystal Kelly en Niza, Francia; de nuevo Torbjörn Blomdahl fue su oponente. Un año más tarde fue subcampeón frente al griego Filippos Kasidokostas.
En el campeonato mundial de 2012, celebrado en Oporto, ocupó la tercera posición. Una semana más tarde quedó segundo en la tercera copa mundial de 2012, celebrada en la ciudad surcoreana de Suwon.
El 17 de marzo de 2013 ganó la final del primer Masters de Billar de Lausana contra el belga Frédéric Caudron. Una semana después ganó el AGIPI Billiard Masters en Schiltigheim, nuevamente enfrentándose a Caudron en la final. El 14 de abril ganó el Campeonato de Europa de tres bandas del CEB, derrotando en la última partida al alemán Christian Rudolph. Cuatro años después participó de nuevo en los Juegos Mundiales de 2017.

### Actualidad
En el mundial de billar de tres bandas de 2022 celebrado en Ankara, Zanetti ocupó la tercera posición al ser derrotado por Dick Jaspers en la semifinal. El 26 de marzo de 2022 consiguió avanzar hasta la final de la Copa de Campeones de Billar celebrada en la ciudad de Cali, Colombia, siendo derrotado por el local Robinson Morales.